# Ковальчик Петро
Ковальчик Петро (*1894, Джерсі-Сіті — †1980, Нью-Бритен) — український поет, громадський діяч, редактор і видавець, військовик.

## З біографії
Народився у 1894 року у Джерсі-Сіті. Поїхав у Галичину, щоб здобути освіту.
Вступив до Легіону УСС, брав участь у визвольних змаганнях, потрапив у російський полон. Після звільнення емігрував до Відня, потім до Праги. Пізніше повернувся до США. У Чикаго видавав газету «Новий час». Помер 19 липня 1980 року у Нью-Бритені.

## Творчість
Автор творів «Моя перша сповідь», «Десять заповідей», «На перехрестях моєї дороги» та ін..